# 1415
Rok 1415 (MCDXV) gregoriánského kalendáře začal v neděli 1. ledna a skončil v neděli 31. prosince. Dle židovského kalendáře nastal přelom roků 5175 a 5176, dle islámského kalendáře 836 a 837.

## Události
- 7. června – úplné zatmění Slunce
- 21. srpna - Portugalci dobyli Ceutu
- 25. října – bitva u Azincourtu
- morová epidemie na českém území
- 6. července – upálení mistra Jana Husa v Kostnici

### Probíhající události
- 1405–1433: Plavby Čeng Chea
- 1406–1428: Čínsko-vietnamská válka

## Narození
Česko
- ? – Vilém z Ilburka, český šlechtic z rodu Ilburků († 22. ledna 1490)

Svět
- 10. března – Vasilij II., středověký ruský panovník, velkokníže moskevský († 27. dubna 1462)
- 3. května – Cecílie Nevillová, vévodkyně z Yorku a matka dvou anglických králů: Eduarda IV. a Richarda III. († 1495)
- 21. září – Fridrich III. Habsburský, císař Svaté říše římské († 19. srpna 1493)
- ? – Jan Długosz, polský kronikář († 1480)

## Úmrtí
- 6. července – Jan Hus, reformátor a kazatel (* kolem 1370)
- 19. července – Filipa Lancasterská, manželka portugalského krále Jana I. (* 31. března 1359)
- 5. srpna – Richard z Konisburgu, anglický šlechtic a vévoda z Yorku (* 20. července 1475)
- 25. října
  - Karel I. z Albretu, francouzský konstábl (* ?)
  - Walram III. Lucemburský, hrabě z Ligny a St Pol (* 1355)
  - Filip Burgundský, hrabě z Nevers a Rethelu (* 1389)
  - Eduard III. z Baru, vévoda (* 1377)
  - Jan I. z Alençonu, francouzský vévoda (* 1385)
  - Fridrich I. z Vaudémontu, francouzský hrabě (* 1371)
  - Filip II. z Nevers, francouzský hrabě (* 1389)
  - Antonín Brabantský, brabantský a limburský vévoda (* 1384)
  - Jan II. z Béthune (* 1359)
  - Jan z Baru, pán z Puisaye (* 1380)
  - Robert z Baru, hrabě z Marle a Soissons (*cca 1390)
  - Jan VI. z Roucy, hrabě z Roucy (* ?)
  - Dafydd Gam, velšský šlechtic (* cca 1380)
  - Eduard z Norwiche, vévoda z Yorku (* asi 1373)

## Hlavy státu
- České království – Václav IV.
- Svatá říše římská – Zikmund Lucemburský
- Papež – Řehoř XII.
- Anglické království – Jindřich V.
- Francouzské království – Karel VI. Šílený
- Polské království – Vladislav II. Jagello
- Uherské království – Zikmund Lucemburský
- Byzantská říše – Manuel II. Palaiologos